# خبل التباقر

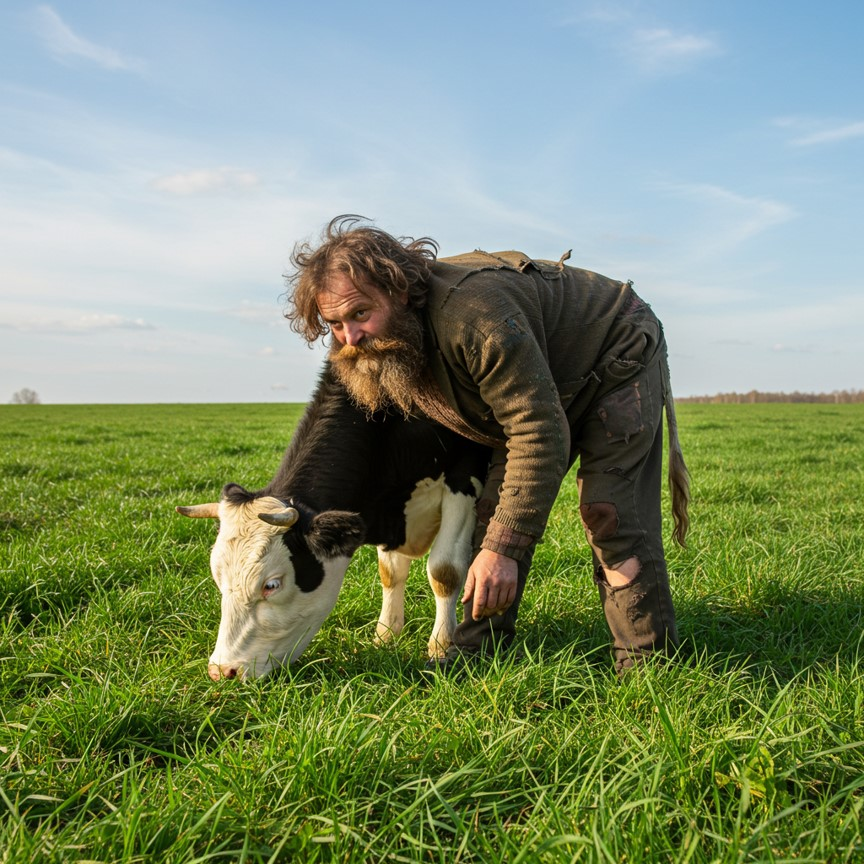
شخص في حقل عشبي يتصرف مثل البقرة، يرعى العشب ويحاكي حركات الأبقار، مما يوضح الاعتقاد الوهمي بخُبْل التباقر أو متلازمة البقرة في بيئة طبيعية

خُبْل التباقر أو متلازمة البقرة  أو بوانتروبي (بالإنجليزية: Boanthropy)‏ هو اضطراب نفسي يخال معه المصاب نفسه بقرة أو ثوراً،
و يعتقد البعض أن هذا الاضطراب يبدأ بحلم ويتطور كي يستمر في اليقظة والوعي أيضاً، ليصبح مع الوقت جزءاً من واقع المريض الذي تغدو تصرفاته مشابهة لتصرفات البقرة أو الثور كأن يأكل العشب مثلاً.
و من أشهر من أُصيب به تاريخياً ملك بابل نبوخذ نصر الثاني الذي خرج إلى المراعي يأكل الأعشاب.

## أسباب متلازمة خُبْل التباقر
أسباب الإصابة بهذه المتلازمة غير معروفة إلى الآن، ويعتقد كثير من الناس أن لها علاقة بأمور الدين، في حين أن البعض الآخر يرى أنها مرتبطة بالسحر الأسود، أو قد تكون عرضاً إضافياً لمرض نفسي آخر مثل: الفصام والاضطراب ثنائي القطب، والاكتئاب الشديد والذهان، حيث يعاني المصاب من الهلوسة ويعتقد أنه لم يعد إنسان.
وهناك تفسيرات أخرى لهذه التصرفات المريبة من هذه المتلازمة وتشمل: برفيريا أو الشلل الجزئي العام أو الخرف الناجم عن مرض الزهري.
قدم عالم النفس الإنجليزي روبرت بايفيلد (1630م–1690م) شرح عن متلازمة خُبْل التباقر، وذكر وصفًا شاملاً لخُبْل التلَبُّس الحَيَواني (للتحول إلى الحيوانات) في كتابه (أطروحة أمراض الرأس)، واصفاً المتلازمة بأنها مرض يركض فيه الإنسان نباحاً وعويلاً حول القبور والحقول في الليل، مختبئًا في الغالب طوال اليوم، ولا يتوقف عن الصراخ أو يستكين إلا عندما يخبره الناس أنه ثوراً، أو أي وحش آخر.

## أعراض الإصابة بمتلازمة خُبْل التباقر
- يمشي مرضى اضطراب خُبْل التباقر مثل البقر باستخدام أطرافهم الأربع.
- يحاول المرضى جذب انتباه الآخرين من خلال الخوار، والصراخ.
- يأكلون الأعشاب مثل بقية الحيوانات، ويتكون نظامهم الغذائي من العشب، والتبن، والسيلاج.
- يرعون في الأراضي مثل البقر، ويأكلون أي طعام يرونه في طريقهم.
- بإمكانهم الانضمام إلى قطيع من الماشية للرعي.[4]

## علاج متلازمة بوانتروبي
السبب الرئيسي لهذه المتلازمة مجهول، والعلاج للتخلص من هذا الاضطراب النفسي غير موجود، ولكن يفضّل علماء النفس عدة أمور:
- العلاج الدوائي مثل استخدام مضادات القلق، أو أدوية الاكتئاب وغيرها من الأمراض النفسية.
- استخدام الصدمات الكهربائية (Electroconvulsive therapy).
- العلاج باستخدام الرنين المغناطيسي.
- العلاج النفسي، ويساعد هذا النوع من العلاج على الشفاء، والتعافي من المرض، وذلك لأنه يعمل على:
  - محاولة اكتشاف الدوافع، والمشاعر، والسلوكيات التي من الممكن أن تساهم في ظهور المرض.
  - يبحث عن الأسباب الحقيقية وراء المشكلة، ويساعد المريض على تجاوزها.
  - يساعد المريض في السيطرة على حياته مرة أخرى.
  - يساهم في التحكم في المشاعر المتقلبة، وكيفية التعامل معها بصورة صحيحة.

ومن أنواع العلاج النفسي:
- العلاج النفسي والتفاعلي (Interpersonal therapy).
- العلاج المعرفي السلوكي (Cognitive behavioral therapy).
- العلاج السلوكي الجدلي (Dialectical behavioral therapy).
- العلاج السلوكي (Behavioral therapy).[4]